# Libro secondo: Terra
Libro secondo: Terra è un romanzo scritto da Jessie James pubblicato nel 2011, che tratta la seconda stagione della serie animata Avatar - La leggenda di Aang.

## Capitoli
1. Capitolo primo: Fuori controllo
2. Capitolo secondo: La compagnia della bella via
3. Capitolo terzo: La grotta degli amanti
4. Capitolo quarto: Vecchie amiche
5. Capitolo quinto: Benvenuti a Omashu
6. Capitolo sesto: Una temibile alleanza
7. Capitolo settimo: Fuga da Omashu
8. Capitolo ottavo: Jin
9. Capitolo nono: Lo scambio
10. Capitolo decimo: La palude
11. Capitolo undicesimo: La bandita cieca
12. Capitolo dodicesimo: Toph Bei Fong
13. Capitolo tredicesimo: Incontri e scontri
14. Capitolo quattordicesimo: Fratello e sorella
15. Capitolo quindicesimo: Lezioni di vita
16. Capitolo sedicesimo: Incastrato tra due rocce
17. Capitolo diciassettesimo: Le veggenti nel deserto
18. Capitolo diciottesimo: Lo spirito della conoscenza
19. Capitolo diciannovesimo: L'ordine del loto bianco
20. Capitolo ventesimo: Cenni del passato
21. Capitolo ventunesimo: Divisi
22. Capitolo ventiduesimo: La vendetta dell'Avatar
23. Capitolo ventitreesimo: Il bosco di Darkhigh
24. Capitolo ventiquattresimo: La favorita del re
25. Capitolo venticinquesimo: A un passo dalla follia
26. Capitolo ventiseiesimo: Ballo in maschera
27. Capitolo ventisettesimo: Lago Laogai
28. Capitolo ventottesimo: La caduta del regno
29. Capitolo ventinovesimo: I cancelli del destino

## Edizioni
- Jessie James, Libro secondo: Terra, collana La leggenda di Aang, Sensibili alle foglie, 2011, ISBN 9788889883488.